# Guzmania claviformis
Guzmania claviformis är en gräsväxtart som beskrevs av Hans Edmund Luther. Guzmania claviformis ingår i släktet Guzmania och familjen Bromeliaceae. Inga underarter finns listade i Catalogue of Life.